# Symphoromyia
Symphoromyia är ett släkte av tvåvingar. Symphoromyia ingår i familjen snäppflugor.

## Dottertaxa tillSymphoromyia, i alfabetisk ordning[1][2]
- Symphoromyia algens
- Symphoromyia atripes
- Symphoromyia barbata
- Symphoromyia cervivora
- Symphoromyia cinerea
- Symphoromyia crassicornis
- Symphoromyia cruenta
- Symphoromyia currani
- Symphoromyia fulvipes
- Symphoromyia hirta
- Symphoromyia immaculata
- Symphoromyia inconspicua
- Symphoromyia incorrupta
- Symphoromyia inquisitor
- Symphoromyia johnsoni
- Symphoromyia kincaidi
- Symphoromyia limata
- Symphoromyia melaena
- Symphoromyia montana
- Symphoromyia nana
- Symphoromyia pachyceras
- Symphoromyia pilosa
- Symphoromyia plagens
- Symphoromyia pleuralis
- Symphoromyia plumbea
- Symphoromyia pullata
- Symphoromyia sackeni
- Symphoromyia securifera
- Symphoromyia sinensis
- Symphoromyia spitzeri
- Symphoromyia trivittata
- Symphoromyia trucis
- Symphoromyia truncata
- Symphoromyia varicornis